# Pastoral Symphony
Pastoral Symphony was een Australische popband aan het eind van de jaren 1960. De band wordt ook wel herinnerd als de eerste gefabriceerde popband van Australië. Leden kwamen uit Australische bands als The Strangers, The Hurricanes en The Twilights. Het  behaalde één hit in 1968 en was het geesteskind van producer Jimmy Stewart en popmanager Geoffrey Edelsten (later bekend als arts en medisch ondernemer).
De single Love machine, die werd geschreven door James Griffin en Michael Gordon en werd geproduceerd door Stewart en Edelsten, bereikte nummer 21 in de Australische Go-Set Singles Chart waar het elf weken in bleef staan.
Stewart en Edelsten gingen weliswaar voor een vervolghit, maar werden daarin verhinderd door een band uit Melbourne die dezelfde bandnaam had geregistreerd. Edelsten ging later verder als popmanager, en nog weer later in de medische wereld en werd een flamboyante  bekendheid, en Stewart kende een succesvolle samenwerking met Doug Ashdown.

## Bezetting
De artiesten die aan Pastoral Symphony deelnamen hadden bijnamen. Hieronder staan daarom niet de echte namen van de artiesten.
Zang
- Charles Ronnie
- Hawker Johnny
- McCartney Clem (The Checkmates en The Twilights)
- Shorrock Glenn
- Walker Terry (The Strangers)

Gitaar
- Brideoake Peter (The Hurricanes en The Twilights)
- Britten Terry

Basgitaar
- Bywaters John (The Hurricanes en The Twilights)

Drums
- Pryor Laurie (The Twilights, Healing Force en Chain)

## Discografie
- 1968: Love machine